# 田中俊介
田中 俊介（たなか しゅんすけ、1990年1月28日 - ）は、日本の俳優。男性グループBOYS AND MENの元メンバーである。
愛知県出身。シス・カンパニー所属。大学在学中にモデルの仕事をはじめてセントラルジャパンに所属。2010年にBOYS AND MENの初期メンバーとなって、グループの運営事務所であるフォーチュンエンターテイメントへ移籍。BOYS AND MENの派生ユニットのYanKee5、NO IDEAのメンバーであった。2019年にBOYS AND MENを脱退して、2020年にシス・カンパニーに所属。主演作品に、映画『ダブルミンツ』、『デッドエンドの思い出』などがある。

## 略歴
愛知県小牧市生まれ。3人兄妹の次兄であり、実家はカフェを営む。幼少期はプロ野球選手に憧れて、小学3年生から高校まで野球を続けた。大学へ進んで心理学を専攻していたが、野球をやめた後の目標を持てずに、自身曰く「チャラチャラした」学生として過ごしていた。街頭でのスカウトをきっかけに名古屋でモデルの仕事を始めて、それとは別に通っていた美容室のPR動画に出演することになり、その際にモデル事務所を紹介されて所属した。そこで演技のレッスンを受ける。名古屋のモデル事務所セントラルジャパンに所属していたが、BOYS AND MEN加入後にフォーチュンエンターテイメントへ移籍をしている。同じくセントラルジャパンに所属していた平松賢人によれば、BOYS AND MENが発足する前にそのプロデューサーである谷口誠治が事務所に来てプロジェクトへの参加を呼びかけたといい、谷口に感銘を受けた田中も呼びかけに応じて、2010年4月に開催されたBOYS AND MENの前身プロジェクト『IKEMEN☆NAGOYA』の第1回公開オーディションに参加した。これを通じて平松のほか当時同じ事務所であった清水天規・平野紫耀・沖津壮太郎、ほか土田拓海や佐伯優斗らとともに、BOYS AND MENの初期メンバーとなった。第1弾公演『ストレートドライブ!』において、谷口の指名により小林豊とのダブル主演に抜擢される。これをきっかけに俳優志望を打ち出すようになった。
2014年に『金とくドラマ「喜劇 娘が嫁ぐ日」』、2015年に『全力離婚相談』で単独でテレビドラマに出演。2017年、中村明日美子原作によるボーイズラブ漫画の実写映画『ダブルミンツ』で初めて主演を務めた。レギュラー番組『映画MANIA』出演をきっかけに名古屋のミニシアター・シネマスコーレと関係を築き、『ダブルミンツ』での田中の演技を評価した白石晃士の監督による短編映画『恋のクレイジーロード』が2018年に制作・公開された。これをきっかけにインディーズ系の映画に多く出演するようになる。2019年に、同じくシネマスコーレの制作による、吉本ばななの原作、スヨン（少女時代）とのダブル主演による日韓合作映画『デッドエンドの思い出』が公開された。シネマスコーレの協力を受けて、ミニシアターで自身の出演作品を上映する『田中俊介映画祭』を開催するなど、休止以前から注力していたミニシアターに携わる活動を続けた。2020年4月よりシス・カンパニーに所属となった。

## 人物
身長は175cm、血液型はB型。特技は野球、趣味は映画観賞。幼少期に憧れていた野球選手は荒木雅博。子供の頃に『ジュマンジ』を見たことをきっかけに映画好きになったが、俳優志望でありながらあまり映画を見てこなかったとことを省みて、俳優としての活動が増え始めた頃に多くの映画を見る習慣をつけた。監督ではデヴィッド・フィンチャーやクエンティン・タランティーノの作品を好む。
BOYS AND MENでのメンバーカラーは銀色。キャッチフレーズは「白銀のギャップ野郎」。愛称は「しゅんくん」。田中と同じく初期メンバーである平松賢人や土田拓海は、田中の印象を「最初から目立っていた」・「この人はすごく上に行きそうだなって思った」などと語っている。谷口誠治の田中の第一印象は「チャラ男、いわゆる“若者”で、いちばん嫌いなタイプ」・「いきがっている田舎のヤンキーかよ」といった良いものではなかったが、面接で話をしたことで印象が変わり、旗揚げ公演の主演に起用したと明かしている。グループ内では兄貴分というポジションであり、水野勝がリーダーになる以前からグループのまとめ役を買って出ていた。田中は本来の自分はいわゆる体育会系の性分であるが、『ホワイト☆タイツ』で演じた役がクールなキャラクターであったため、そこから田中自身も「クール」というイメージに寄せられていった、と分析している。

## 出演

### テレビドラマ
- 明日の光をつかめ -2013 夏-（2013年7月、東海テレビ）[17]
- 黄金鯱伝説グランスピアー（2013年 - 2015年、東海テレビ） - チャラ男 役
- 金とくスペシャル 名古屋発!生放送ドラマ「喜劇 娘が嫁ぐ日」（2014年5月9日、NHK名古屋） - 石倉光太郎 役[17]
- なぜ東堂院聖也16歳は彼女が出来ないのか?（2014年10月 - 12月、メ〜テレ） - 中田冬馬 役
- 全力離婚相談（2015年1月 - 2月、NHK総合） - 出川誠二 役
- びったれ!!! 第6話（2015年2月、地方局10局による共同制作）[17]
- プラチナエイジ（2015年4月、東海テレビ） - シュン 役
- ミステリなふたり 第6話（2015年5月19日、メ〜テレ） - 緒方新治 役
- 白鳥麗子でございます!（2016年1月 - 3月、地方局7局による共同制作） - 青木龍斗 役
- まかない荘 第2話（2016年4月26日、メ〜テレ） - 肉屋の店員 役
- ショクバの王子様（2017年3月27日 - 29日、東海テレビ） - 鋼太郎 役[33]
- 1942年のプレイボール（2017年8月12日、NHK総合） - 佐藤武夫 役
- ボイメン新世紀 祭戦士ワッショイダー（2018年4月 - 6月、CBCテレビ） - 田中俊介 役
- イジューは岐阜と 第3話（2018年11月6日、メ〜テレ）
- トクサツガガガ（2019年1月 - 3月、NHK総合） - やまポン 役
- デジタル・タトゥー 第4話（2019年6月8日、NHK総合） - タクシー運転手 役
- Iターン 第1話（2019年7月13日、テレビ東京）
- ミス・ジコチョー〜天才・天ノ教授の調査ファイル〜 第1話（2019年10月、NHK総合）
- 江戸前の旬 Season2 第4話・第5話・第8話（2019年11月10日・17日・12月15日、テレビ大阪・BSテレ東） - 酒井哲也 役
- ドクターY〜外科医・加地秀樹〜（2020年10月4日、テレビ朝日） - 韮崎翔 役
- 相棒 season19 第1話・2話・10話（2020年10月14日・21日・12月16日、テレビ朝日） - 虎太郎 役[34]
- この恋あたためますか 第1話（2020年10月20日、TBS） - 大野裕太 役
- クロシンリ 彼女が教える禁断の心理術 第1話・2話（2021年4月23日・30日、関西テレビ） - 村上和也 役[35][36]
- 演じ屋 第3話・4話（2021年8月13日・20日、WOWOW） - 船山弘也 役
- 孤独のグルメ Season9 第8話（2021年8月28日、テレビ東京） - 藤山 役
- 冤罪犯（2021年8月30日、テレビ東京） - 田宮龍司 役
- 白い濁流 第6話・7話（2021年9月26日・10月3日、NHK BSプレミアム） - 吾味 役
- 群青領域（2021年10月15日 - 12月24日、NHK） - 柳原充 役
- 妻、小学生になる。（2022年1月 - 3月、TBS） - 宇田慎一郎 役[37]
- ホテルマン東堂克生の事件ファイル〜八ヶ岳リゾート殺人事件〜（2022年1月22日、BS-TBS） - 須藤義之 役
- 新・ミナミの帝王（2022年3月22日、関西テレビ） - 三好久之 役
- 大河ドラマ 鎌倉殿の13人 第22回・第23回（2022年6月5日・12日、NHK） - 曽我五郎 役
- 遺留捜査 第7シーズン 第5話（2022年8月11日、テレビ朝日） - 平中智樹 役
- ノンレムの窓 2023 夏 第3話「出世したくない君へ」（2023年7月8日、日本テレビ）[38]
- OZU 〜小津安二郎が描いた物語〜 第3話「非常線の女」（2023年11月26日、WOWOW）[39]
- 鬼平犯科帳 SEASON1 本所・桜屋敷（2024年1月8日、時代劇専門チャンネル） - 野尻の虎三 役[40]
- 連続テレビ小説 あんぱん 第11週 - 第12週・第21週（2025年6月・8月、NHK） - 粕谷将暉 役[41][42]

### 映画
- A.F.O 〜All for one〜（2014年）[17]
- サムライ・ロック（2015年） - 松平竹千代 役
- 復讐したい（2016年） - 板垣潤也 役
- 白鳥麗子でございます! THE MOVIE（2016年） - 青木龍斗 役
- BOYS AND MEN 〜One For All, All For One〜（2016年） - 田中俊介 役[43]
- シェアハウス（2017年）加藤優 役[44]
- ダブルミンツ（2017年） - 主演・市川光央 役
- HiGH&LOWシリーズ（2017年・2018年） - 雷太 役
  - HiGH&LOW THE MOVIE 2 / END OF SKY（2017年）
  - HiGH&LOW THE MOVIE 3 / FINAL MISSION（2017年）
  - DTC -湯けむり純情篇- from HiGH&LOW（2018年）
- 恋のクレイジーロード（2018年） - 主演・中田宙也 役[18]
  - 恋するけだもの（2020年）[45]
- ゼニガタ（2018年） - 剣持八雲 役[46]
- デッドエンドの思い出（2019年） - 主演・西山 役
- ジャンクション29 「ツチノコの夜」（2019年） - 主演・吉田健一 役
- 最強殺し屋伝説国岡（2019年） - 川上 役[47]
  - 最強殺し屋伝説国岡［完全版］（2021年）[48]
- Cosmic Blue（2019年）[49]
- mama（2019年）[50]
- #平成最後映画 「ワールズエンドファンクラブ」（2019年）[51]
- 男の優しさは全部下心なんですって（2019年） - 妹尾蜜由 役[52]
- ミッドナイトスワン（2020年） - 瑞貴 役[53]
- タイトル、拒絶（2020年） - リョウタ 役[54]
- FUNNY BUNNY（2021年） - 藤井元伸 役[55]
- 僕と彼女とラリーと（2021年） - 水野一秀 役
- 異物 -完全版-（2022年） - シュンスケ 役[56]
- 向田理髪店（2022年） - 佐々木良平 役
- 餓鬼が笑う（平波亘監督、2022年） - 大貫大役
- Love Will Tear Us Apart（2023年） - 坂下勇樹 役[57]
- 青春ジャック 止められるか、俺たちを2（2024年）[58]
- 鬼平犯科帳 血闘（2024年5月10日） - 野尻の虎三 役[40]
- BISHU 〜世界でいちばん優しい服〜（2024年） - 宮澤直人 役[59]
- 十一人の賊軍（2024年） - 荒井万之助 役[60][61]
- ゆきてかへらぬ（2025年） - 富永太郎 役[62]

### 配信ドラマ
- 学園のクローバー（2013年）[17]
- キスのカタチ「ワンシーン」（2016年） - 優斗 役[63]
- すじぼり（2019年、U-NEXT） - アヤノ 役
- 乃木坂シネマズ〜STORY of 46〜 第2話「Perfect I / パーフェクトアイ」（2020年1月1日、FOD）拓也 役[64]
- 彼女（2021年4月15日、Netflix） - 永澤将人 役
- 箱庭のレミング（2021年、ABEMA SPECIAL） - 志波 役
- 酒癖50 第5話・6話（2021年8月12日・19日、ABEMA SPECIAL）
- 東京、愛だの、恋だの 第2話（2021年9月11日、Paravi） - 赤嶺英明 役
- ガンニバル（2022年12月28日、Disney+） - 神山宗近 役
  - ガンニバル シーズン2（2025年3月19日 - 4月23日、Disney+ Star）[65]
- 透明なわたしたち（2024年10月、ABEMA） - 三上健太 役
- 外道の歌（2024年12月13日 - 、DMM TV） - 岸本周平 役[66]

### 舞台
- ストレートドライブ!（2010年 - 2011年・2012年） - 主演・渋谷徹男 役[15][67]
- ホワイト☆タイツ（2011年 - 2012年・2018年） - 安藤芳樹 役
- ホワイト☆タイツII（2012年 - 2013年・2014年） - 安藤芳樹/アルフォンゾ 役[68]
- 東京奇人博覧会（2013年）[17]
- 鍵（2013年）秋山 役[69]
- RETURNER（2013年 - 2014年） - 近藤勇、坂本龍馬 役[69]
- ダークアリス（2019年）[70]
- 転校生（2019年）[71][72]
- ピサロ（2020年）[21][73]
- もうラブソングは歌えない（2020年）
- 銀河鉄道の父（2020年）宮沢賢治 役[74]
- ホームレッスン（2022年） - 主演・伊藤大夢 役
- インヘリタンス-継承-（2024年2月11日 - 24日、東京芸術劇場 プレイハウス / 3月2日、森ノ宮ピロティホール / 3月9日、J:COM北九州芸術劇場 中劇場）[75][76]
- 三人吉三廓初買（2024年9月15日 - 29日、東京芸術劇場 プレイハウス / 10月5月・6日、まつもと市民芸術館 主ホール / 10月13日、三重県文化会館 中ホール / 10月19日・20日、兵庫県立芸術文化センター 阪急中ホール） - 和尚吉三 / 小林の朝比奈 / 乞食一 役[77][78]
- 青空（2025年2月2日、俳優座劇場）[79]

### バラエティ、情報番組
- アイチ☆ポリスMAX（2014年9月 - 2015年3月、メ〜テレ） - 百斗晩 役
  - アイチ☆ポリス7（2015年9月 - 2016年3月）
- ボイメンの愛知きしめん家族（2015年[17] - 2017年、テレビ愛知）長男 役[80]
- 映画MANIA（2017年1月13日 - 2021年3月26日、東海テレビ）[44]

### ラジオドラマ
- 青春アドベンチャー『夜叉ヶ池で見つけた命』（2015年3月、NHK-FM） - 主演・斎藤タカシ 役[81][82]
- 青春アドベンチャー『鷗外 青春診療録控 千住に吹く風』（2022年3月、NHK-FM） - 森林太郎 役[83]

### その他
- 大垣共立銀行 手のひらソリューション PRキャラクター「OKBテソちゃん」（2017年）[84]
- ゲスの極み乙女。 「ドグマン」 ミュージック・ビデオ（2018年）[85]

## 作品
電子書籍
- 写真集『NO LIMIT: TANAKA』（2015年、中京テレビ放送）[86]
- CanCam デジタルフォトブック『田中俊介 COLOR-02 “SILVER”』（2018年、小学館）[87]